# Rumpparlamentet (Tyskland)
Rumpparlamentet (tyska: das Rumpfparlament) kallades de radikala ledamöterna av Frankfurtparlamentet, vilka efter de övrigas utträde fortsatte överläggningarna i Stuttgart 6-18 juni 1849.